# Macropodus baviensis
Macropodus baviensis är en fiskart som beskrevs av Nguyen 2005. Macropodus baviensis ingår i släktet Macropodus och familjen Osphronemidae. Inga underarter finns listade i Catalogue of Life.